# Myiomintho elata
Myiomintho elata là một loài ruồi trong họ Tachinidae.